# België op het Eurovisiesongfestival 2000
België nam deel aan het Eurovisiesongfestival 2000 in Stockholm, Zweden. Het was de 43ste deelname van het land op het Eurovisiesongfestival. Nathalie Sorce werd gekozen om het land te vertegenwoordigen. De RTBF was verantwoordelijk voor de Belgische bijdrage voor de editie van 2000.

## Selectieprocedure
Concours Eurovision de la Chanson - finale nationale 2000 was de nationale preselectie voor het Eurovisiesongfestival 2000.
De RTBF koos voor hetzelfde format, jurysysteem en dezelfde locatie en presentator als in 1998. Op 18 februari presenteerde Jean-Pierre Hautier vanuit RTBF-studio 6 in Brussel tien liedjes. Nathalie Sorce won dankzij de morele, maar vooral telefonische steun van haar geloofsgenoten en mocht naar Stockholm met het gospelnummer Envie de vivre. De jury's waren de provincies Henegouwen, Waals-Brabant, Luik, het gecombineerde Namen-Luxemburg, Brussel en le reste du pays et les GSM's (de rest van het land en de gsm's).

### Uitslag
| Plaats | Artiest             | Lied                | Stemmen |
| ------ | ------------------- | ------------------- | ------- |
| 1      | Nathalie Sorce      | Envie de vivre      | 21.362  |
| 2      | Frédéric Reynaerts  | Le nomade m'a dit   | 17.774  |
| 3      | Sabrina Klinkenberg | Tous ce que je suis | 11.085  |
| 4      | Mezzo Mezzo         | Belgicanos          | 10.750  |
| 5      | Géraldine Cozier    | Ma voie             | 8.371   |
| 6      | La Teuf             | Soldat de l'amour   | 6.216   |
| 7      | Christel Pagnoul    | Pour la vie         | 6.066   |
| 8      | Triana              | Donne               | 5.270   |
| 9      | Gerlando            | Rêve                | 4.002   |
| 10     | Maria Canel         | Et si               | 2.518   |

## In Stockholm
België trad als tiende van de avond aan, na Rusland en voor Cyprus. Vriend en vijand zijn het erover eens dat de keuze voor Envie de vivre rampzalig was. Het resultaat was er dan ook naar: Nathalie Sorce mocht slechts rekenen op twee punten uit Macedonië. Ze eindigde laatste op 24 deelnemers en België moest in 2001 thuisblijven.
Nederland had geen punten over voor de inzending.

### Gekregen punten

#### Finale
| 12 punten | 10 punten | 8 punten | 7 punten          | 6 punten |
| --------- | --------- | -------- | ----------------- | -------- |
|           |           |          |                   |          |
| 5 punten  | 4 punten  | 3 punten | 2 punten          | 1 punt   |
|           |           |          | - Noord-Macedonië |          |

### Punten gegeven door België

#### Finale
Punten gegeven in de finale:
| 12 punten | Letland    |
| 10 punten | Denemarken |
| 8 punten  | Nederland  |
| 7 punten  | Rusland    |
| 6 punten  | Duitsland  |
| 5 punten  | Zweden     |
| 4 punten  | Ierland    |
| 3 punten  | Turkije    |
| 2 punten  | Estland    |
| 1 punt    | Malta      |

1956 · 1957 · 1958 · 1959 · 1960 · 1961 · 1962 · 1963 · 1964 · 1965 · 1966 · 1967 · 1968 · 1969 · 1970 · 1971 · 1972 · 1973 · 1974· 1975 · 1976 · 1977 · 1978 · 1979 · 1980 · 1981 · 1982 · 1983 · 1984 · 1985 · 1986 · 1987 · 1988 · 1989 · 1990 · 1991 · 1992 · 1993 · 1994 · 1995 · 1996 · 1997 · 1998 · 1999 · 2000 · 2001 · 2002 · 2003 · 2004 · 2005 · 2006 · 2007 · 2008 · 2009 · 2010 · 2011 · 2012 · 2013 · 2014 · 2015 · 2016 · 2017 · 2018 · 2019 · 2020 · 2021 · 2022 · 2023 · 2024 · 2025